# Borovnica (plaats)
Borovnica (Duits: Franzdorf) is een plaats in Slovenië en maakt deel uit van de gelijknamige gemeente in de NUTS-3-regio Osrednjeslovenska. De plaats telde 2.674 inwoners op 1 januari 2020.

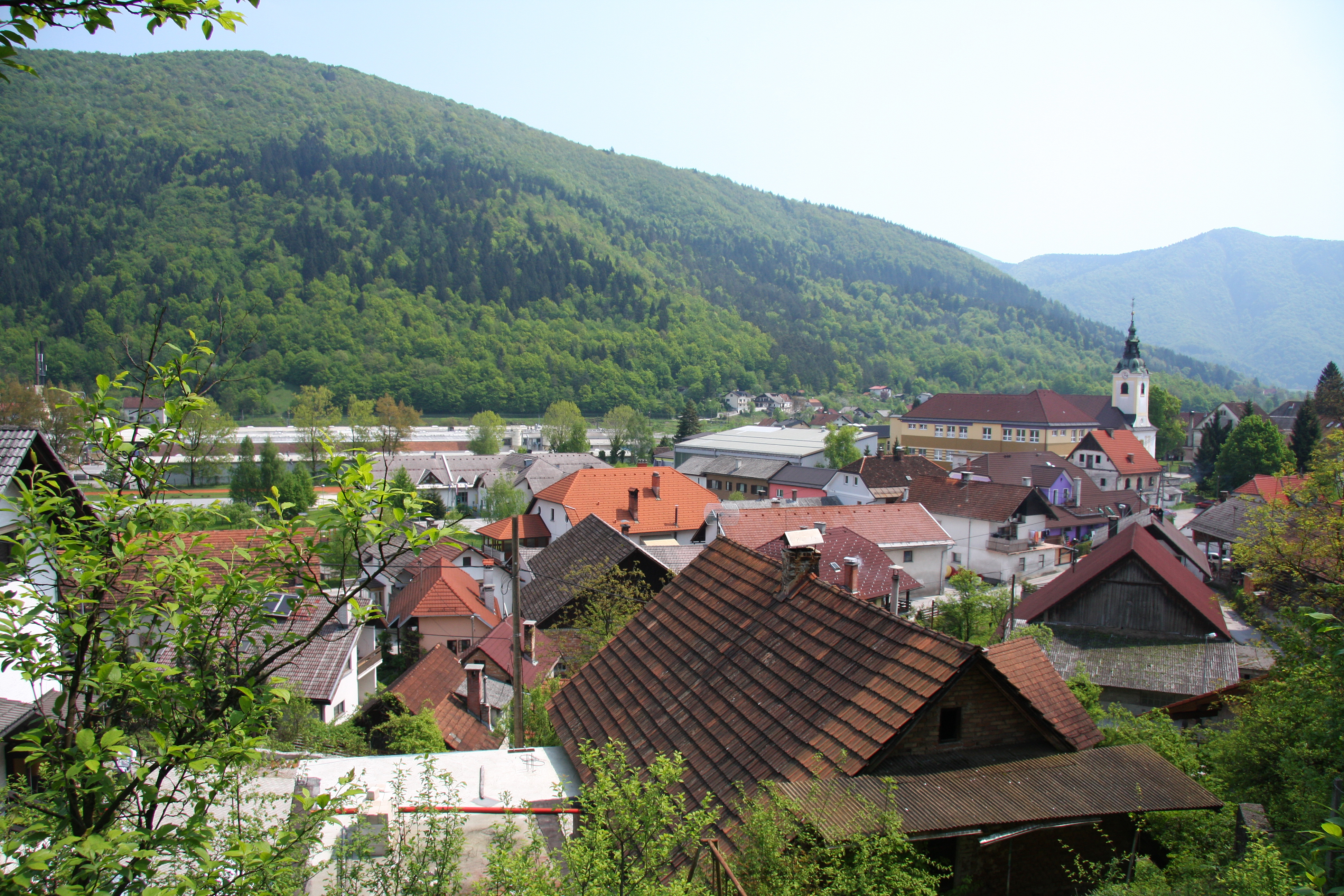
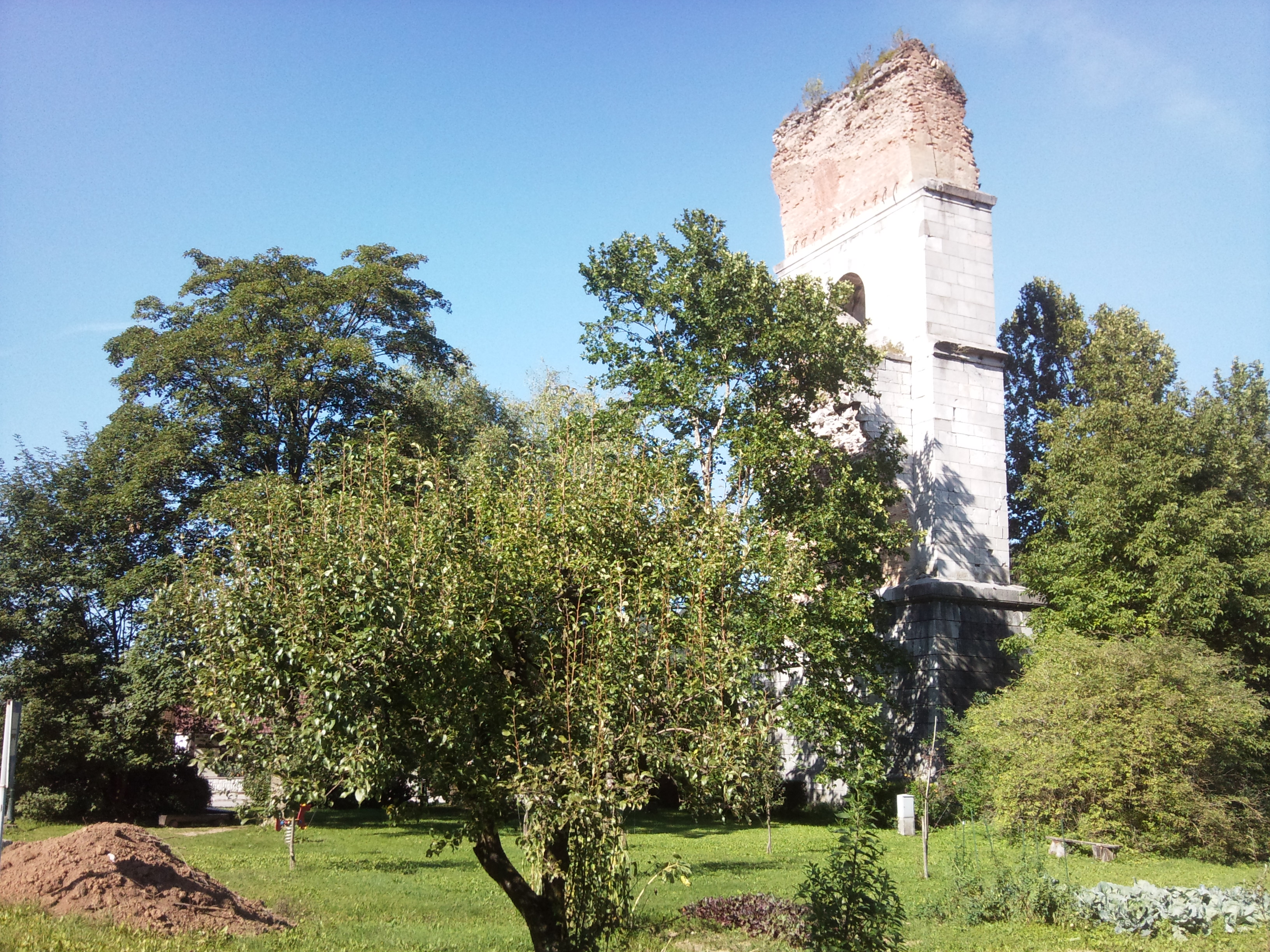
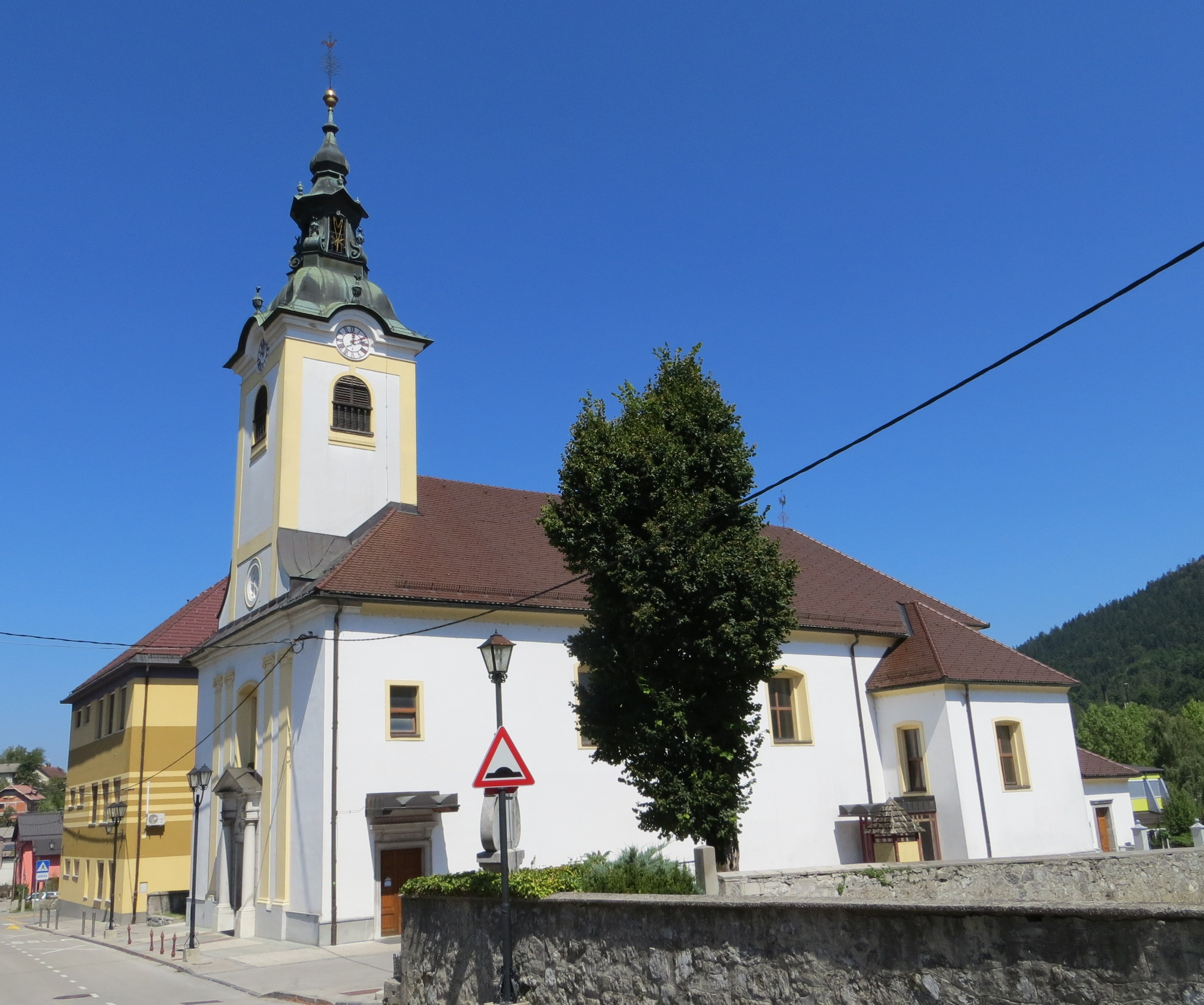
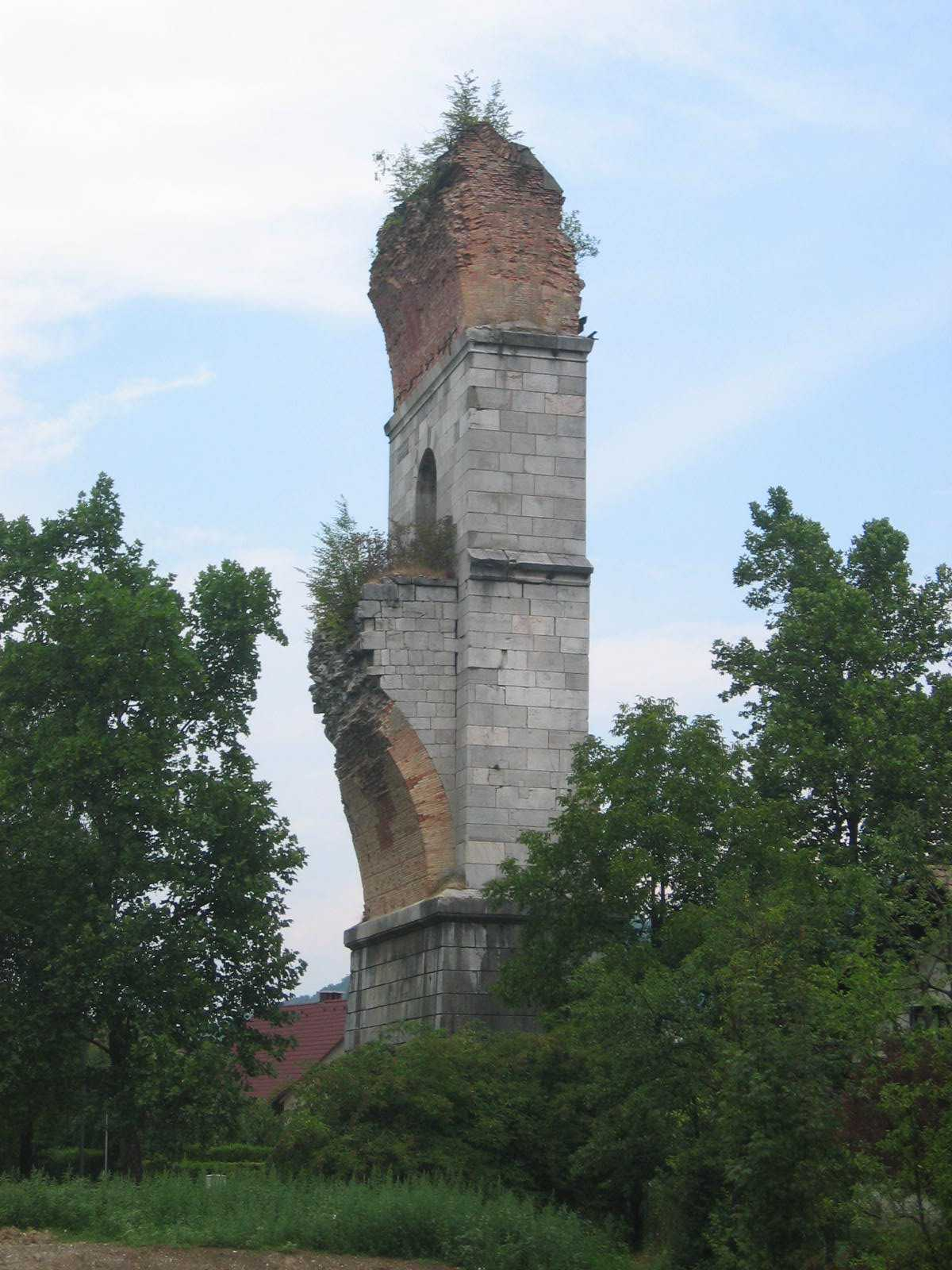
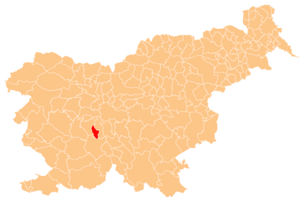